# Catalina Park
Der Catalina Park war eine Motorsport-Rennstrecke in Katoomba in den Blue Mountains im australischen Bundesstaat New South Wales. Sie liegt etwa 85 km westlich von Sydney und war in den 60´er Jahren ein regelmäßiger Austragungsort von Motorsport-Rennen im New South Wales.

## Geschichte

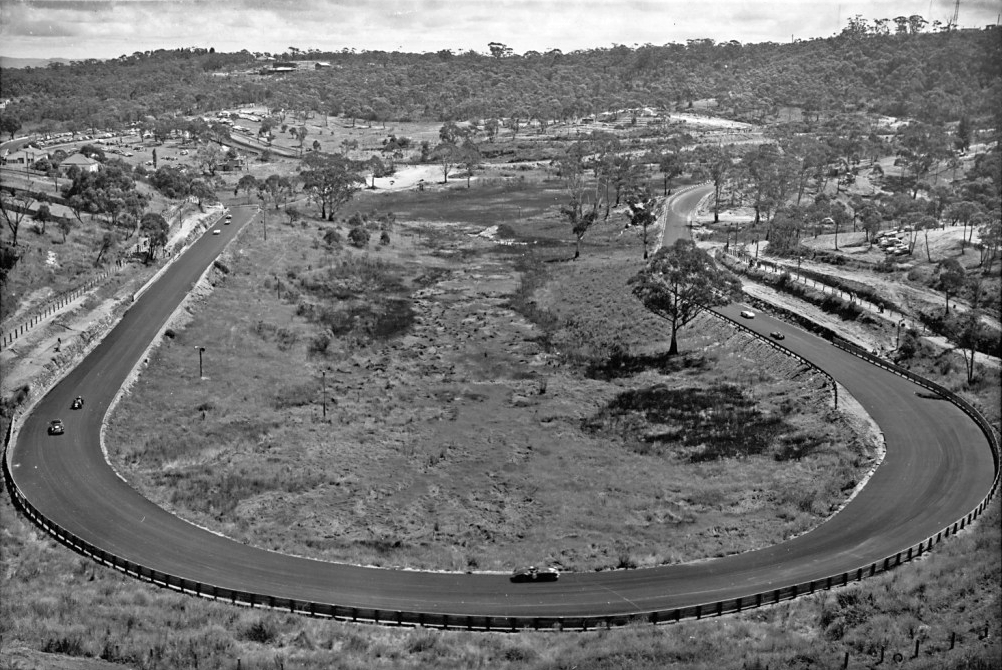
Ausblick über den Kurs.

Die Idee, im nahe des Stadtzentrum in einer Talsenke gelegenen Frank Walford Park eine Rennstrecke zu bauen, entstand im Jahr 1953. Darauf begannen verschiedene Mitglieder des Stadtrates Diskussionen mit dem Blue Mountains Sporting Car Club. Der Bau der Strecke war dabei allerdings sehr kontrovers, da ein Aborigines-Camp wegen des Kurses abgerissen wurde, in dem vor allem ärmere Menschen lebten.
Bereits 1946 war im Park ein Freizeitpark gebaut worden, dieser wurde jedoch immer unrentabler und 1952 vom Stadtrat geschlossen. Zur Anlage gehörte ein Flugzeug vom Typ Catalina PBY-5, in dessen Cockpit mit den Hebeln gespielt werden konnte, ein Riesenrad und eine Gartenbahn.
Als der Bau der Strecke definitiv beschlossen wurde, begann um 1957 die Freilegung des Geländes. Laut manchen Quellen soll Jack Brabham an der Planung beteiligt gewesen sein. Der Bau verzögerte sich allerdings aufgrund finanzieller Probleme, fehlender Arbeiter und schlechter Wetterbedingungen immer wieder und erstreckte sich über Jahre. Die letzten Einwohner wurden 1959 vertrieben.
1962 wurde der Kurs fertiggestellt und eröffnet. Mit bekannten Rennfahrern wurde die Strecke in den Folgejahren für verschiedene Sportwagenrennen und Tourenwagenrennen genutzt. Ab 1965 wurden während einiger Zeit jährlich auch Motorradrennen in Katoomba ausgetragen. 1970 geriet die Strecke allerdings in finanzielle Nöte, während Strecken wie Oran Park immer beliebter wurden.
Die Strecke wurde ab den 70er Jahren nur selten für kleinere Rallycross-Rennen verwendet. Eine kleine Wiedereröffnung erfolgte 1993 mit verschiedenen Oldtimer-Rennen und Zeitfahrten. Im Jahr 2000 fand jedoch das letzte Rennen des Mini Car Club statt. 2001 wurde das 40-jährige Jubiläum der Strecke gefeiert und Fahrzeuge ausgestellt. Danach wurde sie für den Rennbetrieb geschlossen und 2002 wurde das Gelände zur Aborigines-Stätte erklärt.

## Streckenbeschreibung
Der Kurs wies eine Länge von 2,092 Kilometern und acht Kurven auf. Bekannt wurde er durch seine Haarnadelkurven, dem Tunnel und der schnellen Rechtskurve am Fuße des Hügels.
Die Strecke besteht immer noch, ist allerdings von Gras überwachsen und die Fahrbahn nach Wasserschäden teilweise eingebrochen. Spaziergänger und Radfahrer verwenden heutzutage die Reste.